# Oles Serhijenko
Oleksandr (Oles) Fedorowytsch Serhijenko (* 25. Juni 1932 in Tjotkino, RSFSR; † 24. September 2016 in Kiew, Ukraine) war ein sowjetischer Dissident, Vertreter der Sechziger und ukrainischer Politiker.

## Leben

### In der Sowjetunion
Oles Serhijenko kam als Sohn der ukrainischen Menschenrechtsaktivistin Oksana Meschko (Оксана Яківна Мешко; 1905–1991) und des Ökonomen Fedir Serhijenko (Федір Федорович Сергієнко; † 1958) in Tjotkino in der russischen Oblast Kursk, unmittelbar an der Staatsgrenze zur heutigen Ukraine, zur Welt. Da Oles Vater Mitglied der 1924 von den Bolschewiki verbotenen Kommunistischen Partei der Ukraine (Kämpfer) (боротьбистів) war, wurde dieser 1924 und 1934 inhaftiert und musste nach Tambow auswandern, wo die Familie zwischen 1936 und Mai 1944 lebte. Nachdem sein Vater zu Beginn des Deutsch-Sowjetischen Kriegs zur Roten Armee eingezogen wurde, zog seine Mutter mit ihm im Sommer 1944 nach Dnipropetrowsk zu seiner Großmutter. Im Januar 1945 verzogen sie abermals, diesmal nach Kiew, wo sein behinderter Vater nach Lazarettaufenthalt und Demobilisierung als Finanzinspektor tätig war. Weil Oles Mutter angeblich, gemeinsam mit ihrer Schwester, geplant hatte Nikita Chruschtschow umzubringen, wurde sie am 19. Februar 1947 verhaftet und zu 10 Jahren Arbeitslager verurteilt.
Nachdem Oles 1950 die Schule in Kiew abgeschlossen hatte, begann er ein Studium am Kiewer Agrar-Institut. 1951 starb seine Großmutter und er musste in einem Zimmer leben, in dem gerade einmal ein Bett Platz fand.
Aufgrund eines provokanten Briefes eines seiner Mitschüler wurde er im Mai 1956 vom KGB vorgeladen. Man konnte ihn jedoch wegen der Beschlüsse des kurz zuvor beendeten 20. Parteitags der KPdSU nicht vor Gericht stellen, verwies ihn aber der Schule. Im Juni 1956 kehrte seine Mutter nach knapp 10 Jahren krank aus dem Gulag nach Kiew zurück und wurde rehabilitiert. Serhijenko begann als Maschinenbauingenieur zu arbeitete und gemeinsam mit seiner Mutter ein Haus in Kureniwka (Куренівка) im Nordwesten Kiews zu bauen. Sein Vater starb im Dezember 1958.
Von 1963 an studierte Serhijenko am Kiewer Medizinischen Institut (Київський медичний інститут), woraufhin er bald an der, in Chruschtschows Tauwetter-Periode aufblühenden, „Bewegung der sechziger Jahre“, aktiv teilnahm. So trat er im April 1965 dem Organisationskomitee für die ukrainische Sprache und Kultur an der Staatlichen Universität Kiew bei, deren Aktivitäten jedoch bald durch repressive Methoden gestoppt wurden. Nachdem er, zusammen mit Mykola Cholodnyj (Микола Костянтинович Холодний; 1939–2006) den Versuch unternommen hatte, an einem Abend zum Gedenken an Iwan Franko teilzunehmen, wurde er am 28. Mai 1966 verhaftet und für 15 Tage inhaftiert. 1967 schloss man ihn vom Medizinischen Institut aus.
Bei der Gedenkfeier zu Taras Schewtschenkos Bestattung am 22. Mai 1970 verteilte er in der Nähe des Kiewer Taras-Schewtschenko-Denkmals aktiv Samisdat-Literatur und forderte die Anwesenden auf, nach dem offiziellen Fest zu bleiben und Schewtschenkos Gedichte zu lesen.
Auch seine Mutter schloss 1965 sich der stark radikalisierten Bewegung der Sechziger an, sodass man am 1. und 2. Juni 1970 im Fall von Walentyn Moros (Валентин Якович Мороз; 1936–2019) ihr Haus durchsucht und ihr Archiv beschlagnahmt wurde. Am 7. Dezember 1970 hielt er, unter anderem mit weiteren Dissidenten wie Jewhen Swerstjuk, Wassyl Stus und Iwan Hel, auf der Beerdigung der ermordeten Alla Horska auf dem Berkowezkyj-Friedhof in Kiew eine Rede, die zu einem Protest gegen das bestehende kommunistische Regime in der Ukraine wurde.
Am 12. Januar 1972 wurde Oles Serhijenko, wie viele weitere Dissidenten und Vertreter der ukrainischen Nationalbewegung verhaftet und unter anderem beschuldigt, Iwan Dsjubas Abhandlung Internationalism or Russification? (Інтернаціоналізм чи русифікація?) herausgegeben zu haben. Schließlich wurde er am 23. Juni 1972 vom Regionalgericht Kiew nach Artikel 62 Teil 1 des Strafgesetzbuches der Ukrainischen SSR zu 7 Jahren Arbeitslager und 3 Jahren Exil verurteilt.
Anfang Dezember 1972 kam er im Arbeitslager VS-389/36 (Gulag Perm-36) im Dorf Kutschino in der russischen Region Perm an. Nachdem er dort an Protesten teilgenommen hatte, wurde er im März 1973 zunächst sechs Monate lang in eine Zelle gesperrt, am 31. Dezember 1973 zu drei Jahren Gefängnis verurteilt und am 20. Januar 1974 im Zentralgefängnis Wladimir inhaftiert. Im Januar 1977 wurde er ins Gulag Perm-36 zurückgebracht, wo er sich eine Bronchitis zuzog. Am 11. März 1977 verabreichte ihm ein als Arzt gekleideter Mitarbeiter aus Kiew eine Injektion einer lebenden virulenten Tuberkulose-Kultur, die er nur knapp überlebte.
Seine 70-jährige Mutter startete zu seiner Rettung eine Kampagne und wurde im November 1976 Gründungsmitglied der Ukrainischen Helsinki-Gruppe und im Februar 1977, nach der Verhaftung des Gruppenvorsitzenden Mykola Rudenko, dessen Nachfolger. Im Juni 1977 veröffentlichte sie den Aufruf Rettet Alexander Sergijenko!. Zwei Monate danach wurde Oles in der medizinischen Abteilung des Perm-36-Gulag wegen einer Thrombose des rechten Beins behandelt, die er ebenfalls nur knapp überstand.
Nach diesen Krankheiten wurde er am 23. Februar 1979 zum Antritt seines Exils ins Dorf Ajan am Ochotskischen Meer in der Region Chabarowsk überstellt. Im Juli 1979 konnten ihn dort seine Mutter und seine Frau besuchen. Am 7. Oktober 1979 reichte er einen Antrag beim Staatschef Leonid Breschnew ein, um mit seiner Familie zur Behandlung ins Ausland entlassen zu werden, woraufhin er ins Krankenhaus in Chabarowsk zu einer Untersuchung eingeliefert wurde. Derweilen war seine Mutter Repressalien der sowjetischen Behörden ausgesetzt, wurde zu einem halben Jahr Gefängnis und 3 Jahren Exil verurteilt und am 3. Juli 1981 zu ihrem Sohn nach Ajan ins Exil verbracht. Auf Geheiß seiner Mutter verließ er nach Ende seines Exils Ajan und reiste am 19. Oktober 1981 nach Kiew zurück, wo er in einer Fabrik für Stahlbetonprodukte und in einem Sägewerk arbeitete.

### In der Ukraine
Von 1990 bis 1991 war Serhijenko im Sekretariat der Ukrainischen Republikanischen Partei (PSA) tätig.
Als öffentlicher Verteidiger des verhafteten Stepan Chmara wurde er am 20. Juli 1991 unter dem Vorwand festgenommen, sich gewaltsam gegen Polizeibeamte gewehrt zu haben. Lediglich die Verkündigung der formalen Unabhängigkeitserklärung der Ukraine am 24. August 1991 bewahrte ihn vor einem weiteren Gefängnisaufenthalt und so wurde er am 25. August 1991 aus der Haft entlassen.
Serhijenko kandidierte 1990 und 1994 im Wahlkreis Kiew-Petschersk zum Abgeordneten der Werchowna Rada. Er gewann zwar die Wahl, erhielt aufgrund von Betrug jedoch kein Mandat. Zwischen 1990 und 1994 war er Abgeordneter des Bezirksrates des Rajon Petschersk und arbeitete im Kulturministerium. 1994 absolvierte er das Institut für öffentliche Verwaltung mit einem Master-Abschluss in Recht und Politik und wurde Abgeordneten des Kiewer Stadtrats.
Am 28. Oktober 1995 wurde er Vorsitzender der Ukrainischen Christlich-Demokratischen Partei (UHDP, Українська християнсько-демократична партія (УХДП)), die 2001 mit der Republikanische Plattform fusionierte.
Serhijenko starb 84-jährig in Kiew und wurde dort am 28. September 2016 auf dem Baikowe-Friedhof bestattet.

## Ehrungen
- Ukrainischer Verdienstorden 3. Klasse (18. Januar 2007)[8]
- Iwan-Masepa-Kreuz  (23. Februar 2010)[9]